# EXPTIME
在計算複雜性理論裡面，EXPTIME（有時稱作EXP）這個複雜度類是一些決定型問題的集合，這些問題可以使用圖靈機在O(2p(n))的時間內解決，這裡的p(n)代表的是n的某個多項式。
用DTIME來定義，則是
{\displaystyle {\mbox{EXPTIME}}=\bigcup _{k\in \mathbb {N} }{\mbox{ DTIME }}\left(2^{n^{k}}\right)}
我們已經知道
P {\displaystyle \subseteq } NP {\displaystyle \subseteq } PSPACE {\displaystyle \subseteq } EXPTIME {\displaystyle \subseteq } NEXPTIME {\displaystyle \subseteq } EXPSPACE
另外，根據時間譜系理論（time hierarchy theorem）以及空間譜系理論（space hierarchy theorem），
P {\displaystyle \subsetneq } EXPTIME  且  NP {\displaystyle \subsetneq } NEXPTIME   且   PSPACE {\displaystyle \subsetneq } EXPSPACE
所以至少第一條包含關係中，前三個包含關係中的一個，以及後三個包含關係中的一個，必然是完整包含（沒有相等可能），但是我們還不知道那一個是。多數人相信這一些複雜度類全部都不相等。另外我們已知如果P = NP，則EXPTIME = NEXPTIME，這裡的NEXPTIME是在指數時間內可以使用非確定型圖靈機解決的問題。更精確的說，EXPTIME ≠ NEXPTIME若且唯若存在一個稀疏語言，在NP裡面且不在P內。
EXPTIME也可以用空間的方式來定義，等同於APSPACE這個複雜度類。APSPACE的意思是包含了所有可以用交替式圖靈機在多項式空間內解決的問題。這種定義方式也是一種看出PSPACE {\displaystyle \subseteq } EXPTIME的方式，因為已知交替式圖靈機至少跟確定型圖靈機計算能力一樣。
EXPTIME是指數譜系（exponential hierarchy）內的其中一個複雜度類。2-EXPTIME這個複雜度類則使用類似EXPTIME的定義方式，但是使用雙指數函數（Double exponential function）的時間限制{\displaystyle 2^{2^{n}}}。使用類似方式可以類推出更高的時間上限。

## EXPTIME-完全
我們說一個問題是EXPTIME-完全，若這問題本身在EXPTIME內，且對任何EXPTIME內的問題，均存在一個多項式時間歸約的方法可以歸約成此問題。換句話說，存在一個多項式時間的演算法，將原來題目的輸入對應到另一個問題的輸入，並且能維持答案相同。EXPTIME-完全問題也可以想做是EXPTIME內最難的問題。這裡應該注意到，我們並不知道NP是否等同P，但是我們確實知道EXPTIME-完全問題不包含在P內；根據時間譜系理論，我們已經證實這些問題不可能在多項式時間內解決。
在可計算性理論內，一個基本的非決定性問題是一個決定型圖靈機（DTM, deterministic turing machine）是否能結束運作（一般說的halting problem，停機問題）。有一個此問題的簡易版，詢問一個DTM是否能在k步裡面結束運作，是EXPTIME-完全中一個基本問題。這問題是在EXPTIME裡面，因為單純使用圖靈機去模擬需要O(k)的時間，而輸入實際的資料晾大小則是(log k)。然後，我們知道這是EXPTIME-完全問題。因為，用比較粗略的說法，我們可以使用這個問題，去決定一個機器是否在指數時間內可以解決一個EXPTIME問題。如果我們將一模一樣的問題，步驟的數目使用一進位表示，這問題則變成P-完全。
其他EXPTIME-完全問題的範例包括了推廣的西洋棋, 國際跳棋,以及圍棋（使用日本的規則）。這些遊戲之所以可能是EXPTIME-完全，因為這些遊戲可以維持相對板子大小而言，可能移動方式是指數成長。在圍棋的例子，日本的規則足夠困難到暗示了其EXPTIME-完整性，但是我們並不知道比較簡單的美國或者中國規則是否還是EXPTIME-完全。
相對的，可以維持移動步數成長跟棋盤大小成多項式成長的推廣遊戲一般是PSPACE-完全。對指數成長但是非重複部份是自動處理的遊戲，這也是一樣的。
另一系列的EXPTIME-完全問題與簡潔電路（succinct circuit）相關。簡潔電路是用來以指數速率減少的空間，來形容一些種類的圖（gragh），的簡單機器。這機器接受兩個點的編號作為輸入值，輸出這兩個點是否相連。對許多使用自然的圖表示法（像是鄰接矩陣）時，與圖相關的P-完全問題，換成使用簡潔電路表來解決相同的問題，會變成EXPTIME-完全，因為輸入值跟圖大小相比是以指數速率減少；但是要完整證出這個問題，需要一些比較複雜的證明，因為簡潔電路只能用來定義部份的圖。